# Giuseppe Gibilisco
Giuseppe Gibilisco (Siracusa, 5 januari 1979) is een Italiaanse polsstokhoogspringer. Hij werd in 2003 wereldkampioen en was tussen 2002 en 2006 aanwezig in alle finales van de grote internationale toernooien. Hij nam driemaal deel aan de Olympische Spelen.
Zijn eerste internationale succes behaalde Gibilisco in 1998 in het Franse Annecy door met 5,20 m gedeeld derde te worden op het WK junioren. In 2003 werd hij in Parijs wereldkampioen met een persoonlijk record van 5,90. Hij versloeg hiermee de Zuid-Afrikaan Okkert Brits (5,85) en de Zweed Patrik Kristiansson (5,85).
Op de Olympische Spelen van Athene in 2004 won Giuseppe Gibilisco een bronzen medaille met 5,85 achter Tim Mack (goud) en Toby Stevenson (zilver). Vier jaar eerder werd hij in Sydney tiende met 5,50.
Wegens zijn betrokkenheid bij de dopingaffaire rond sportarts Carlo Santuccione, die sporters van verboden middelen voorzag, werd Gibilisco op 27 oktober 2007 door de commissie van beroep van het Italiaans Olympisch Comité (CONI) voor twee jaar geschorst. In deze zaak werd ook wielrenner en tevens winnaar van de ronde van Italië Danilo Di Luca geschorst. Giuseppe Gibilisco werd echter zelf nooit betrapt op het gebruik van doping, al zou hij wel contact hebben gehad met de omstreden Spaanse sportarts Eufemiano Fuentes. Gibilisco hervocht eerder in 2007 met succes zijn schorsing aan bij de Italiaanse Atletiekbond (FIDAL). Die beslissing werd door het Italiaans Olympisch comité teruggedraaid. Ook tegen deze beslissing ging Gibilisco in beroep bij het internationaal arbitragehof voor de sport, dat hem in mei 2008 in het gelijk stelde en de door het CONI opgelegde schorsing terugdraaide.
Op de Olympische Spelen van 2008 in Peking kwalificeerde Gibilisco zich met 5,65 voor de finale. In de finale eindigde hij op een laatste plaats door alle pogingen ongeldig te springen.

## Titels
- Wereldkampioen polsstokhoogspringen - 2003
- Kampioen Middellandse Zeespelen polsstokhoogspringen - 2013
- Italiaans kampioen polsstokhoogspringen (indoor) - 2001, 2002, 2004

## Persoonlijke records
| Onderdeel                      | Prestatie | Datum            | Plaats  |
| ------------------------------ | --------- | ---------------- | ------- |
| polsstokhoogspringen (outdoor) | 5,90 m    | 28 augustus 2003 | Parijs  |
| polsstokhoogspringen (indoor)  | 5,82 m    | 15 februari 2004 | Donetsk |

## Palmares

### Polsstokhoogspringen
Kampioenschappen
- 1998:  WK junioren - 5,20 m
- 2000: 10e Olympische Spelen van Sydney - 5,50 m
- 2001:  EK (onder 23 jaar) - 5,50 m
- 2001:  Middellandse Zeespelen - 5,40 m
- 2002: 10e EK - 5,60 m
- 2002:  Europacup - 5,65 m
- 2003: 8e WK indoor - 5,40 m
- 2003:  Europacup - 5,70 m
- 2003:  WK - 5,90 m
- 2003: 6e Wereldatletiekfinale - 5,60 m
- 2004: 6e WK indoor - 5,60 m
- 2004:  Olympische Spelen van Athene - 5,85 m
- 2004: 6e Wereldatletiekfinale - 5,45 m
- 2005:  Europacup - 5,80 m
- 2005: 5e WK - 5,50 m
- 2005:  Wereldatletiekfinale - 5,60 m
- 2006:  Europacup - 5,65 m
- 2006: 7e EK - 5,50 m
- 2009: 7e WK - 5,65 m
- 2010:  Europacup - 5,60 m
- 2010: 4e EK - 5,75 m
- 2013:  Middellandse Zeespelen - 5,70 m

Golden League-podiumplaatsen
- 2003:  Golden Gala - 5,82 m
- 2005:  Weltklasse Zürich - 5,70 m
- 2005:  ISTAF – 5,83 m

1983 Serhij Boebka · 
1987 Serhij Boebka · 
1991 Serhij Boebka · 
1993 Serhij Boebka · 
1995 Serhij Boebka · 
1997 Serhij Boebka · 
1999 Maksim Tarasov · 
2001 Dmitri Markov · 
2003 Giuseppe Gibilisco · 
2005 Rens Blom ·
2007 Brad Walker ·
2009 Steven Hooker ·
2011 Paweł Wojciechowski ·
2013 Raphael Holzdeppe ·
2015 Shawnacy Barber ·
2017 Sam Kendricks ·
2019 Sam Kendricks ·
2022 Armand Duplantis ·
2023 Armand Duplantis